# Diocèse de Saintes
Le diocèse de Saintes (en latin : Dioecesis Sanctonensis seu Xanctonensis) est un ancien diocèse de l'Église catholique en France, maintenant incorporé au diocèse de La Rochelle et Saintes.

## Histoire

### Des origines anciennes

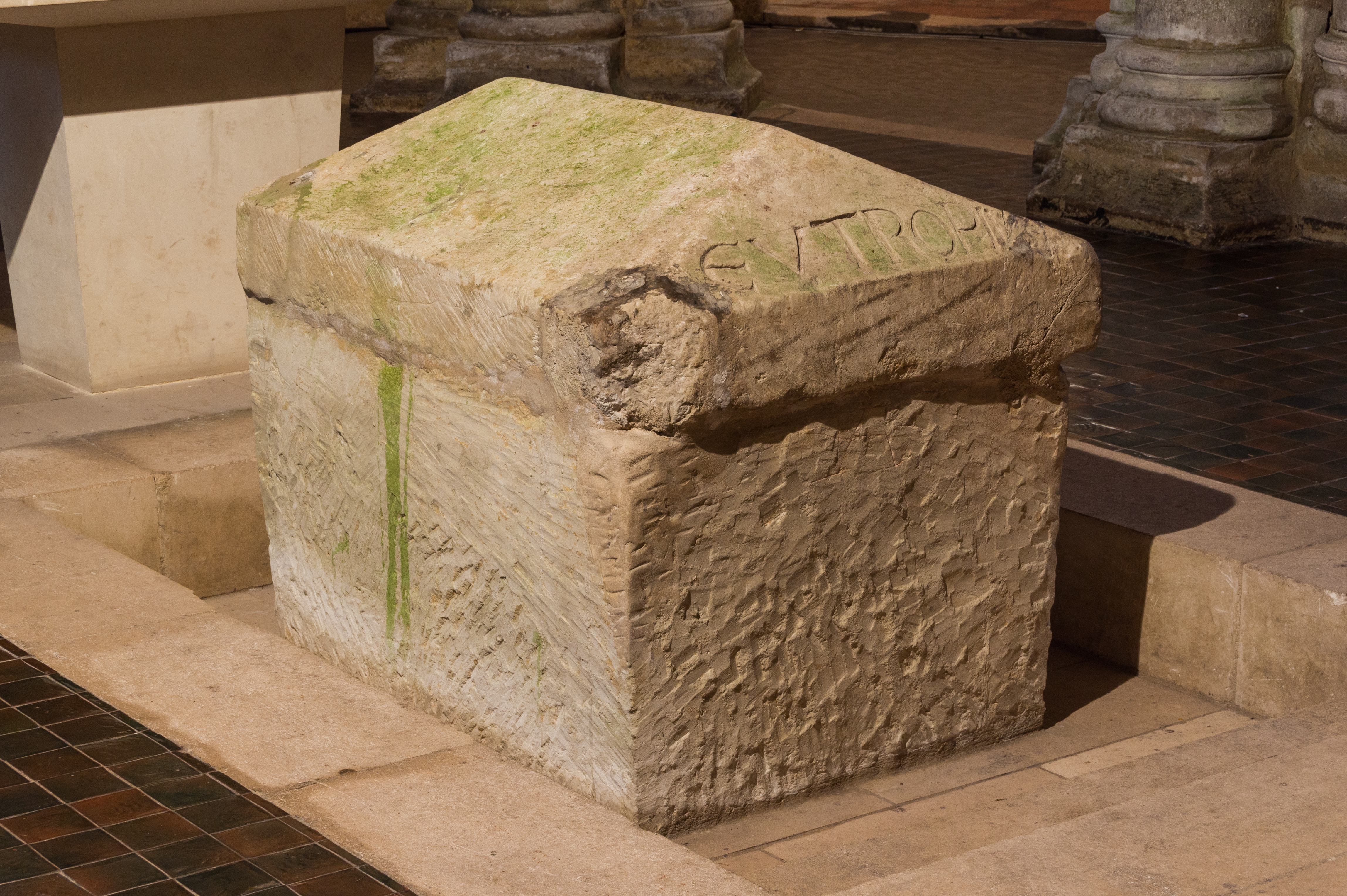
Cénotaphe de saint Eutrope, dans la basilique Saint-Eutrope de Saintes.

Selon la tradition, le diocèse est fondé par Eutrope de Saintes au IIIe siècle. À son époque, et dans les décennies qui suivent, les Chrétiens exercent leurs activités dans la clandestinité : en témoigne le baptistère paléochrétien du Douhet (fin IIIe-début IVe siècle).
Vers l'an 400, les Wisigoths s’établissent à Saintes. La cité durant le Haut Moyen Âge est peu connue. Des évêques comme Vivien, Trojan et Pallais (tous canonisés par l'Église catholique ultérieurement) semblent avoir eu une emprise importante sur les affaires de la cité. Vers 494-496, Clovis mène une expédition jusqu'à Saintes. Les Wisigoths sont défaits à la bataille de Vouillé en 507, permettant la domination des Francs sur la région, et la progression du christianisme. Après avoir découvert par un songe les restes de son prédécesseur, l'évêque Palladius fait élever une église en l'honneur d'Eutrope sur les lieux présumés de son décès vers 590. C'est vers cette date que la légende d'Eutrope comme martyr semble avoir commencé. Palladius fait élever aussi la première cathédrale à la fin du VIe siècle.
En 732, dans le cadre de l'invasion omeyyade, la ville de Saintes est incendiée par le général Abd al-Rahman, général et chef des armées musulmanes, dont la chevauchée n'est interrompue que par les armées de Charles Martel lors de la bataille de Poitiers.
Dans le royaume d'Aquitaine constitué en 781 par Charlemagne, la Saintonge connaît quelques décennies de paix. Pépin Ier d'Aquitaine y fonde le monastère d'Angériacum.

### L'épanouissement de l'art roman saintongeais
Après des périodes de pillages par les Vikings dans la région. En 844 la ville de Saintes est attaquée par les Vikings. Elle est prise et ravagée une première fois l'année suivante, puis de nouveau en 848 par le chef viking Hasting) le diocèse connaît une période sombre : le siège épiscopal est abandonné entre 864 et 989 ; et la mort de Landri, dernier comte de Saintonge en 866 affaiblit considérablement l'importance politique de Saintes. Les édifices de la ville apparaissent comme vétustes au XIe siècle, la cathédrale n'échappant pas à un incendie à cette époque.
La Saintonge connaît alors un élan de construction de monuments religieux, dans un contexte d'épanouissement de l'art roman saintongeais dont il reste de nombreux témoins aujourd'hui.
Guillaume VII d'Aquitaine fit reconstruire le monastère bénédictin de Saint-Jean-d'Angély qui devint grâce aux dons et offrandes de milliers de pèlerins, une des plus puissantes abbayes de l'ouest de la France. L'abbaye aux Dames est construite à l'initiative de Geoffroy Martel, comte d'Anjou et de son épouse Agnès de Bourgogne et a pour vocation d'être une abbaye bénédictine féminine. À la tête du monastère sont placées des abbesses, cumulant pouvoir spirituel et temporel, elles obtiennent le privilège de porter la crosse. La basilique Saint-Eutrope est édifiée à l'initiative de Gui-Geoffroy dit Guillaume VIII d'Aquitaine et confiée aux Clunisiens pour construire un édifice sur deux niveaux pouvant accueillir les pèlerins de Saint-Jacques. Elle fut une importante halte jacquaire pendant l'époque médiévale sur la Via Turonensis. La cathédrale Saint-Pierre de Saintes est reconstruite à l'initiative de l'évêque Pierre de Confolent (première moitié du XIIe siècle). À la même époque, c'est Guillaume X qui offrit de ses terres afin d'élever l'abbaye Notre-Dame de Sablonceaux en forêt de Baconnais.
Aux XIIIe et XIVe siècles, le territoire diocésain est l'objet d'épreuves. Il est en effet longtemps divisé entre la France et l'Angleterre pendant la guerre de Cent Ans, et affecté par les désastres de la peste noire. Cette situation a eu pour conséquences la fortification et/ou la destruction de certains édifices religieux, un déclin démographique, puis l'émigration de populations poitevines et angevines, faisant disparaître la langue occitane au profit du saintongeais moderne. En effet, à la veille du traité de Brétigny les abbayes, prieurés, couvent ou églises étaient appauvris ou ruinés.
Au début du XVe siècle, la cathédrale Saint-Pierre de Saintes était en ruine, à tel point qu'un homme mourut après la chute des voûtes. Guy de Rochechouart entreprit ensuite la reconstruction du bâtiment, qui devait encore être achevée en 1472, lorsque Louis XI se rendit à Saintes.

### Un diocèse victime des guerres de religion
Entre 1562 et 1598, la Saintonge est déchirée par huit guerres de religion successives. Les églises et les abbayes sont détruites : par exemple, en 1568 la cathédrale de Saintes est mutilée et pillée par les Huguenots avant de s'effondrer. La reconstruction a lieu dès 1585, mais l'édifice n'est élevé qu'aux deux tiers de sa hauteur initiale. De même à Saint-Jean-d'Angély, l'abbatiale gothique est détruite par les huguenots en 1568, la ville étant devenue une place forte protestante. Dans la région, les terres sont dévastées, et les pillards foisonnent dans les campagnes. De terribles épidémies déciment la population.
Après le siège de La Rochelle, et afin de contrecarrer une influence protestante trop importante dans la région, les 96 paroisses aunisiennes du diocèse en sont détachées afin d'être incorporée au nouveau diocèse de La Rochelle en 1648. Le diocèse de Saintes était suffragant de l'archidiocèse métropolitain de Bordeaux.

### Un épilogue dans les troubles de la Révolution
Par la constitution civile du clergé du 12 juillet 1790, l'Assemblée nationale constituante supprime l'évêché de La Rochelle. Elle maintient celui de Saintes, dont elle fait le siège du diocèse du département de la Charente-Inférieure.

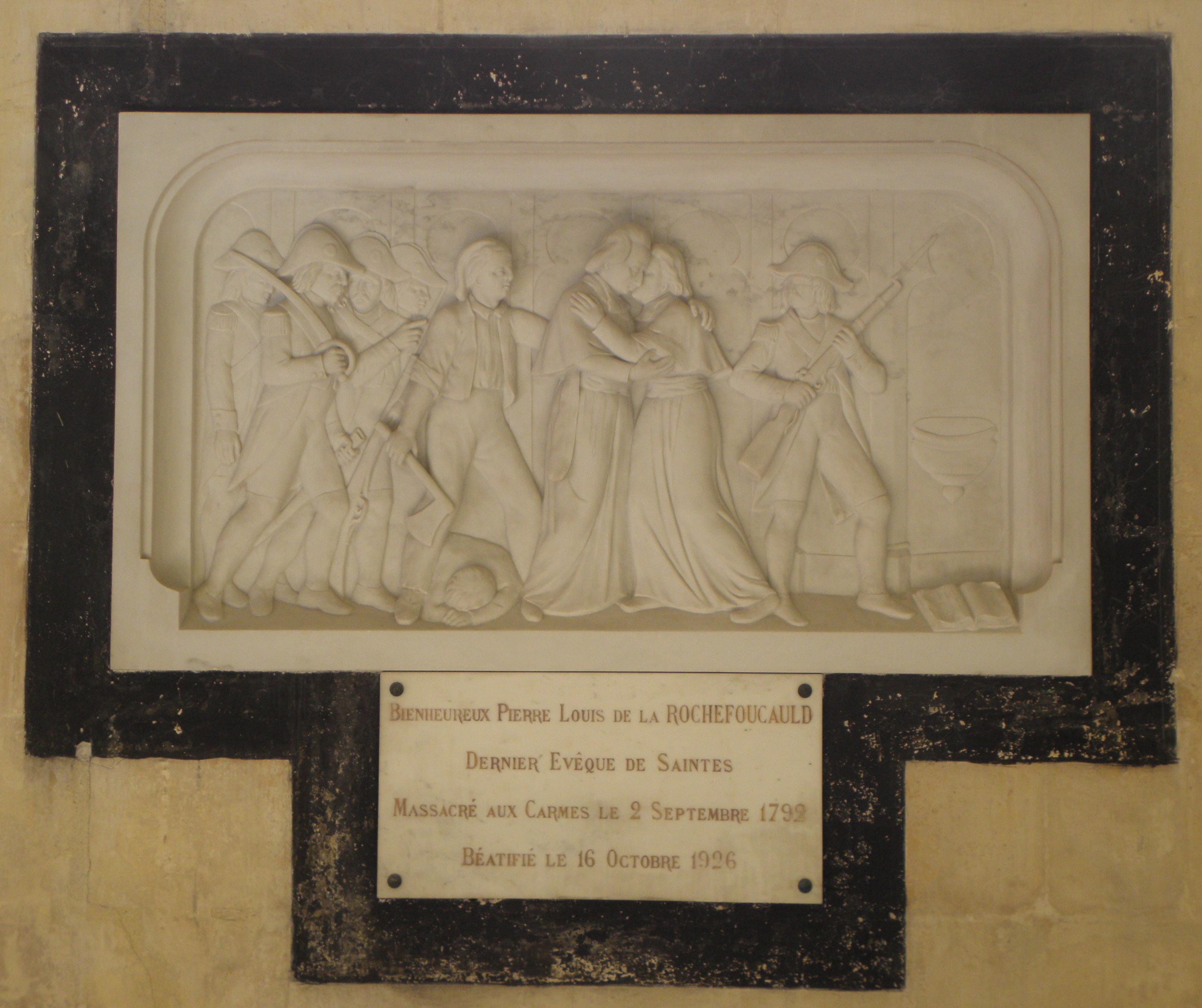
Stèle en l'honneur de Pierre-Louis de La Rochefoucauld-Bayers, évêque de Saintes, dans la cathédrale Saint-Pierre de Saintes.

À Saintes, le prieuré de Saint-Eutrope et l'abbaye aux Dames fondés au XIe siècle sont définitivement fermés respectivement en 1789 et 1792. Ils s'inscrivent dans un contexte de réquisition des biens du clergé, qui sont souvent vendus comme biens nationaux.
Sanctionnée par le roi Louis XVI le 24 août 1790, la constitution civile du clergé est condamnée par le pape Pie VI. L'évêque de Saintes Pierre-Louis de La Rochefoucauld a refusé de prêter serment, comme l'exigeait la loi. Son arrestation, puis son exécution lors du massacre de la prison des Carmes en 1792, conduisent à la mise en place d'un évêque constitutionnel de 1791 à 1797. Les électeurs de Charente-Inférieure se sont réunis le 27 février 1791 et ont élu le père Isaac-Étienne Robinet, curé de Saint-Savinien-du-Port en tant qu'évêque constitutionnel. Il a fait son entrée officielle à Saintes le 31 mars et a pris possession de la cathédrale le 10 avril. Il a suscité les sentiments anticléricaux de la population contre les non-jurés, mais elle s'est retournée contre tout le clergé, y compris Robinet. Il démissionne le 6 décembre 1793 et s'installe avec son frère à Torxé, où il meurt le 8 septembre 1797. S'ensuit une période de vacance du siège épiscopal jusqu'en 1801.
À la suite du concordat de 1801, il n'est pas rétabli : le 29 novembre 1801, le pape Pie VII l'incorpore au diocèse de La Rochelle qui relève le titre de Saintes le 22 janvier 1852 et devient ainsi le diocèse de La Rochelle et Saintes.

## Territoire

La Saintonge se confondait avec le diocèse de Saintes. Son blason rend hommage à son fondateur, Eutrope.

Le diocèse de Saintes correspondait à la province de Saintonge, augmentée de la région de Cognac, en Angoumois. Il était frontalier avec le diocèse de Poitiers au nord (puis de Luçon, Maillezais et de Poitiers lors du démembrement de ce dernier en trois diocèses distincts en 1317 ; et enfin de La Rochelle et de Poitiers lors du transfert du siège épiscopal de Maillezais à La Rochelle en 1648) ; d'Angoulême et de Périgueux à l'est ; de l'archidiocèse de Bordeaux au sud.

## Abbayes historiques
| Ordre religieux | Abbaye                                      |
| --------------- | ------------------------------------------- |
| Bénédictins     | Abbaye Saint-Étienne de Baignes             |
| Bénédictins     | Abbaye royale de Saint-Jean-d'Angély        |
| Bénédictins     | Abbaye Saint-Étienne de Bassac              |
| Bénédictins     | Abbaye de Vaux                              |
| Bénédictins     | Abbaye Sainte-Marie de Tonnay-Charente      |
| Bénédictins     | Abbaye de Fontdouce                         |
| Bénédictins     | Abbaye de La Tenaille                       |
| Bénédictins     | Abbaye de Madion                            |
| Bénédictins     | Prieuré Saint-Jean-l'Évangéliste de Trizay  |
| Bénédictins     | Prieuré Saint-Eutrope de Saintes            |
| Bénédictins     | Prieuré de Sainte-Gemme                     |
| Bénédictines    | Abbaye Notre-Dame de Saintes                |
| Augustiniens    | Abbaye Notre-Dame-de-l'Assomption de Châtre |
| Augustiniens    | Abbaye Notre-Dame de Sablonceaux            |
| Cisterciens     | Abbaye de La Grâce-Dieu                     |
| Cisterciens     | Abbaye de Grâce Notre-Dame de Charron       |
| Cisterciens     | Abbaye de La Frenade                        |
| Cisterciens     | Saint-Léonard des Chaumes                   |
| Cisterciens     | Notre-Dame des Châteliers                   |
| Dominicains     | Couvent des Jacobins de Saintes             |

## Cathédrale et évêché
L'église cathédrale du diocèse de Saintes, qui abritait la cathèdre de son évêque, était la cathédrale Saint-Pierre. 
La cathédrale faisait face à l'évêché (ou palais épiscopal) de Saintes, résidence de l'évêque. Démoli en 1846, ce bâtiment s'élevait à l'emplacement des actuelles places du synode et de la sous-préfecture.  Le doyenné du chapitre épiscopal s'est consumé dans un incendie en 1871.

### Biographie
- Hugues Du Tems, « Saintes », dans Le Clergé de France, ou Tableau historique et chronologique des archevêques, évêques, abbés, abbesses et chefs des chapitres principaux du royaume, depuis la fondation des églises jusqu'à nos jours, t. 2, Paris, Chez Delalain, 1774 (lire en ligne), p. 341-391